# Saint-Melaine-sur-Aubance
Saint-Melaine-sur-Aubance is een gemeente in het Franse departement Maine-et-Loire (regio Pays de la Loire) en telt 1942 inwoners (1999). De plaats maakt deel uit van het arrondissement Angers.

## Geografie
De oppervlakte van Saint-Melaine-sur-Aubance bedraagt 5,1 km², de bevolkingsdichtheid is 380,8 inwoners per km².
De onderstaande kaart toont de ligging van Saint-Melaine-sur-Aubance met de belangrijkste infrastructuur en aangrenzende gemeenten.

## Demografie
Onderstaande figuur toont het verloop van het inwonertal (bron: INSEE-tellingen).